# إلكه زومر
إلك سومر (بالألمانية: Elke Sommer) (و. 1940  م) هي مغنية، ورسامة، وعارضة، وموسيقية، وممثلة أفلام ألمانية، ولدت في برلين.

## جوائز
حصلت على جوائز منها:
- جائزة غولدن غلوب للنجمة الصاعدة (1964)
- وسام الاستحقاق البافاري

## وصلات خارجية
- إلك سومر على موقع IMDb (الإنجليزية)
- إلك سومر على موقع الموسوعة البريطانية (الإنجليزية)
- إلك سومر على موقع روتن توميتوز (الإنجليزية)
- إلك سومر على موقع مونزينجر (الألمانية)
- إلك سومر على موقع ألو سيني (الفرنسية)
- إلك سومر على موقع ميوزك برينز (الإنجليزية)
- إلك سومر على موقع تيرنر كلاسيك موفيز (الإنجليزية)
- إلك سومر على موقع أول موفي (الإنجليزية)
- إلك سومر على موقع قاعدة بيانات الأفلام السويدية (السويدية)
- إلك سومر على موقع إن إن دي بي (الإنجليزية)